# Nederlandse kampioenschappen schaatsen afstanden 1993 - 5000 meter vrouwen
De 5000 meter vrouwen op de Nederlandse kampioenschappen schaatsen afstanden 1993 werd gehouden op de ijsbaan de Scheg in Deventer, in januari 1993. Titelverdedigster was Carla Zijlstra, die de titel pakte tijdens de Nederlandse kampioenschappen schaatsen afstanden 1992.

## Statistieken

### Uitslag
| #      | Schaatser            | Tijd    |
| ------ | -------------------- | ------- |
| Goud   | Carla Zijlstra       | 7.48,28 |
| Zilver | Tina Huisman         | 7.58,97 |
| Brons  | Barbara de Loor      | 8.04,17 |
| 4      | Lia van Schie        | 8.0474  |
| 5      | Tonny de Jong        | 8.04,76 |
| 6      | Ingrid van der Voort | 8.08,56 |
| 7      | Colette Zee          | 8.13,84 |
| 8      | Monique Cammeraat    | 8.17,20 |
| 9      | Hanneke de Vries     | 8.18,75 |
| 10     | Marion van Zuilen    | 8.20,58 |

## Uitslag
- Uitslagen NK Afstanden 1993 op SchaatsStatistieken.nl

1987 · 
1988 · 
1989 · 
1990 · 
1991 · 
1992 · 
1993 · 
1994 · 
1995 · 
1996 · 
1997 · 
1998 · 
1999 · 
2000 · 
2001 · 
2002 · 
2003 · 
2004 · 
2005 · 
2006 · 
2007 · 
2008 · 
2009 · 
2010 · 
2011 · 
2012 · 
2013 · 
2014 · 
2015 · 
2016 · 
2017 · 
2018 · 
2019 · 
2020 · 
2021 · 
2022 · 
2023 · 
2024 · 
2025